# Lekhjälm
Lekhjälm är en hjälm för barn som är avsedd att användas under lek. För småbarn som lärt sig krypa eller gå finns det lekhjälmar för inomhusbruk i fodrat tyg med knytbart band under hakan. Äldre barn använder hjälmen främst utomhus och den brukar då vara hård.
Lekhjälmar som främst är avsedda för idrottsaktiviteter är konstruerade för att tåla upprepade slag, men är inte lämpade för cykelåkning. Inom EU finns CE-godkända barnhjälmar som endast är avsedda för lek, men för att försäkra sig om att hjälmen är godkänd för cykling ska den vara märkt "EN 1080".
Barn som börjat cykla, men behåller hjälmen på vid lek, kan använda en särskild form av cykelhjälm som har ett hakband som löser ut vid belastning. Anledningen är att olyckor tidigare skett då barn fastnat med cykelhjälmen i klätterställningar och liknande. En sådan hjälm kallas enligt NTF för småbarnshjälm. Småbarnshjälmar brukar ha ett grönt spänne och rekommenderas för barn upp till 7 år. Småbarnshjälmen kan även användas vid pulkaåkning, skridskoåkning och dylikt, under förutsättning att barnet inte kommer upp i höga hastigheter.
Hjälmar som kan användas vid cykling är ofta tillverkade av frigolit för att kunna stå emot krafter fördelade över stora områden av huvudet. Frigolit är en förbrukningsvara och har hjälmen blivit utsatt för en kraftig smäll ska den alltid kasseras.